# Алияри, Мехди
Мехди Алияри (перс. مهدی علی یاری‎; род. 30 марта 1989, Иран) — иранский борец греко-римского стиля. Чемпион Азиатских игр 2014 года, двукратный чемпион Азии. Призёр чемпионата мира и Универсиады 2013 года.

## Биография
Борьбой начал заниматься в 1999 году.
На Универсиаде в Казани завоевал бронзовую медаль. Через год одержал победу на Азиатских играх в Инчхоне. Дважды подряд в 2015 и 2016 годах одержал победы на чемпионате Азии.
В октябре 2018 года стал бронзовым призёром чемпионата мира по греко римской борьбе среди мужчин в весовой категории до 97 кг.